# ネタ雑談 (2ちゃんねる・5ちゃんねるカテゴリ)
ネタ雑談（ネタざつだん）は、匿名掲示板2ちゃんねる（2ちゃんねる (2ch.net)、2ちゃんねる (2ch.sc)、5ちゃんねる）のカテゴリの1つである。

## 歴史
- 1999年7月 - 電波・お花畑板・お笑い小咄板新設。
- 1999年11月19日 - 2ch本プロジェクト板(現同人ノウハウ板)新設。
- 1999年11月29日 - ガンダム、シャア専用板(現新シャア専用板)新設。
- 2000年1月4日 - 噂話板新設。
- 2001年7月19日 - キャラネタ板新設。
- 2003年5月11日 - シャア専用板を分割して旧シャア専用板新設。
- 2004年8月15日 - キャラネタ板から分離してなりきりネタ板が新設される。
- 2006年8月19日 - マスコットキャラ板が新設される。
- 2008年5月7日 - 戦時板が新設される。

## 掲示板
10個の板からなる（2009年5月現在）。

### 新シャア専用板
『機動戦士ガンダムSEED』以降のガンダム関連の話題を扱う板。
正式名称はシャア専用＠2ch掲示板。
開設当初はガンダム関連全てをこの板で取り扱っていたが、SEED放送開始と前後してスレッドの消費が激しくなったため、ガンダムの旧作と富野由悠季監督作品の話題を扱う旧シャア専用板を新設することで住民の分散が行われた。本来は『機動戦士ガンダムSEED』完結編の『劇場版 機動戦士ガンダムSEED』（仮題）が近々に公開され、それの終了に伴いSEEDシリーズも新シリーズの放送開始に備え旧シャア板に移動する予定であった。しかし、劇場版製作決定の告知から数年が経過した2011年現在でも正式な公開発表または製作中止の告知がなく、そのまま2007年10月6日に新シリーズ『機動戦士ガンダム00』が放送開始されたため、SEEDファンは現在、シリーズ展開がプラモデルを除いてほぼ終了したにもかかわらず、旧シャア版に移動できない状況に陥っている。ローカルルール上はSEED以前のガンダムシリーズの話題が禁止されているわけではない。
ちなみに「シャア専用板」は、元来は「赤」や「通常の3倍」といった、シャア・アズナブル大佐に関する特色を、色々なものに当てはめて遊ぶネタ板であって、必ずしもガンダムの掲示板というわけではなかった。2ちゃんねるでのカテゴリが「ネタ雑談」になっているのも、その名残りである。

### 旧シャア専用板
ガンダム関連の内、放送・連載が終了したガンダム作品(主に終了時期から1年後が目安とされている)や旧世代のガンダムに関する話題全般を扱う板。すでに、放送が終了して1年たつ富野由悠季の作品も、一応取り扱っている。
正式名称はシャア専用classic＠2ch掲示板である。
当初はガンダム関連は全て「シャア専用板」として1つの板で取り扱っていたが、『機動戦士ガンダムSEED』放送開始と前後して旧来の住人とSEEDからの住人との間で論争が起き、板全体が荒れた。そのため結果としてSEED以前のガンダム関連を扱う板として「旧シャア専用板」が新設され、旧来からの「シャア専用板」を「新シャア専用板」としてSEEDのファンとアンチを「隔離」することで事態を収めた。

### 電波・お花畑板
電波・お花畑板の定義ははっきりとはしていない。バナーに「狂人どもの終着駅」とあり、板住人には頭がどこかいかれているという点に関しての共通の興味があるものと思われる。特徴として、この板では通常の2ちゃんねるでは普通とされている秩序が存在していない。他の板では荒らし行為と思われるような狂人めいた文章や叫び、支離滅裂な書き込み、連想、場違いな発言、いかれた妄想などから構成された混沌とした空間であるが板全体を通してみると平和な空間である。また板のタイトルの「電波」「お花畑」の定義付けは難しい。一例として 電波は狂気・妄想・拒絶・攻撃・病的のイメージであり、お花畑は妄想・空想・受け入れ・白痴・ほんわかなどのイメージがあると言う意見もあるがはっきりと決まってはいない。

#### 板の歴史
- 1999年07月xx日 新設
- 1999年07月xx日 aisnetに移転
- 1999年08月14日 停止
- 1999年xx月xx日 復帰
- 1999年xx月xx日 2ch.net移転
- 2000年04月30日 tako移転
- 2001年07月25日 natto移転
- 2003年01月21日 ex3移転
- 2003年02月15日 etc移転
- 2004年05月27日 etc2移転
- 2004年06月30日 etc3移転
- 2006年12月28日 etc5移転

### お笑い小咄板
あらゆるものに対してネタ化したレスを返すことによってスレッドを進行させることを特徴とする。いわゆる大喜利形式であり、会話応酬はほとんどなくひたすらスピードを上げてアイディアとして書き込みを続けていくため、2ちゃんねるの典型である論争になる可能性は低い。

### 同人ノウハウ板
同人創作活動に関する話題を扱う板。制作した漫画や絵の評価、鍛錬、入門書やそれらに関連するソフトウェアのスレッドなどが多い。一部似たテーマを内包する掲示板として、CG板、お絵描き・創作板がある。
なお、掲示板の正式名称は「同人ノウハウ」であり、2ちゃんねるの多くの掲示板にある「板」や「＠2ch掲示板」という語が含まれないが、ラウンジ板やロビー板などと異なり「板」を付けて呼んでも咎められることはない。

### 噂話板
噂話を扱う板。正式名称は「噂＠2ch掲示板」である。
特定の芸能人の話題はそれぞれの掲示板でするのがローカルルール。

### キャラネタ板
キャラネタ＆なりきり板では主に漫画やアニメのキャラクター、有名人などのなりきりを扱う。2ちゃんねる内ではキャラネタ板、なりきり板と呼ばれている。
2ちゃんねる内に「～だけど何かある？」というなりきりスレッドが数多く立ち、隔離板として設立された。なりきりを主として取り扱う板であり、キャラハンと呼ばれるキャラクター名をハンドルに入れ、なりきった利用者が名無しの質問に答える形が一般的。

#### 板の歴史
- 2001年7月19日　新設される。(当時のサーバーはsalad)
- 2002年4月14日　サーバー移転。(salad→cocoa)
- 2002年12月6日　サーバー移転。(cocoa→comic2)
- 2003年2月16日　サーバー移転。(comic2→etc2)
- 2004年6月29日　サーバー移転。(etc2→etc3)
- 2004年8月15日　板分割。（なりきりネタ板）
- 2006年12月28日　サーバー移転。(etc3→etc5）
- 2007年1月25日　サーバー移転。(etc5→etc6）
- 2007年12月6日　サーバー移転。(etc6→etc7）
- 2008年8月21日　サーバー移転。(etc7→changi)
- 2010年7月31日　サーバー移転。(changi→yuzuru）

### なりきりネタ板
なりきりネタなんでもあり板では主に同人作品やオリジナルのキャラクター、擬人化などになりきるネタを扱う板として設立された。しかし、最近ではキャラネタ板同様、版権キャラになりきる場合も多い。2ちゃんねる内ではなな板、なりきり板と呼ばれている。
2ちゃんねる内のキャラネタ板におけるオリジナルキャラ（コテハン）は板違いとして隔離板が発足した。発足当初は「オリキャラ板」と言う名前だったが、利用者同士の合議の結果現在の名前に変更される。著作権および肖像権を伴わないキャラクターなりきりを主として取り扱う板であり、キャラハンと呼ばれるキャラクター名をハンドルに入れ、なりきった利用者が名無しの質問に答える形が一般的。版権キャラになりきることもでき、オリジナルキャラクターでのスレ立てが可能であるという点を除けば、規則的にはキャラネタ板との差が少なくなってきている。しかし、キャラネタ板とは文化的な違いがあり、好みや倫理観には差異がある。

#### 板の歴史
- 2001年7月19日　キャラネタ板新設される。(当時のサーバーはsalad)
- 2004年8月15日　板分割により、なりきりネタなんでもあり板が新設される。（当時のサーバーはect3）
- 2006年12月28日　etc5にサーバ移転
- 2007年1月25日　etc6にサーバ移転
- 2007年12月6日　etc7にサーバ移転
- 2008年8月21日　changiにサーバ移転
- 2010年7月31日　yuzuruにサーバ移転

### マスコットキャラ板
マスコットキャラ板は、マスコットキャラクターやローカルヒーローをテーマとした掲示板であり、アニメ・漫画・ゲーム等の創作物に登場するキャラクターの話題は別の掲示板で扱っている。
キャラネタ板やオリキャラ板、なりきりキャラ板、アニメキャラ総合板、漫画キャラ板、ゲームキャラ板等以外のキャラクター関連の話題を扱っている。

### 戦時板
戦時板は日本の第二次世界大戦の戦時下をイメージしており、基本的に漢字とカタカナ、全角記号しか書き込むことができない。初期のころは記号に囲まれたひらがなも書き込めたが、改善された。また、戦時中のスローガン「月月火水木金金」にちなみ、土曜日と日曜日の曜日表示がそれぞれ（金）、（月）となっている。
アクセス規制中でも書き込める板の一つである。

#### 板の歴史
- 2008年5月7日　新設。(bubble6)
- 2008年5月10日　22時頃、先述の理由により曜日表示が（土）→（金）に改められる。
- 2008年6月17日　未明、運営側のミスにより規制が一時的に撤廃され、平仮名や半角文字が記入可能になった。同日夜に規制がかかりなおす。
- 2008年9月27日 サーバ移転（bubble6→gimpo）